# Narasingam
Narasingam es una  ciudad censal situada en el distrito de Madurai en el estado de Tamil Nadu (India). Su población es de 5971 habitantes (2011). Se encuentra a 10 km de Madurai.

## Demografía
Según el censo de 2011 la población de Narasingam era de 5971 habitantes, de los cuales 11665 eran hombres y 11619 eran mujeres. Narasingam tiene una tasa media de alfabetización del 84,60%, superior a la media estatal del 80,09%: la alfabetización masculina es del 89,61%, y la alfabetización femenina del 79,62%.